# Printemps
Printemps (vertaald: lente) is een Franse warenhuisketen. De Printemps-winkels richten zich op beauty, lifestyle, mode, accessoires en herenkleding. Printemps was een van de oprichters van de International Association of Department Stores en was lid van 1928 tot 1997.

## Geschiedenis
Printemps werd in 1865 opgericht door Jules Jaluzot en Jean-Alfred Duclos. De oorspronkelijke winkel was ontworpen door de bekende architecten Jules en Paul Sédille en werd op 3 november 1865 geopend op de hoek van Le Havre en Boulevard Haussmann in Parijs. Het gebouw werd in 1874 enorm uitgebreid en er werden liften (destijds een grote noviteit) van de Wereldtentoonstelling van 1867 geïnstalleerd. Na een brand in 1881 werd de winkel herbouwd en was in 1888  de eerste winkel met elektrische verlichting. Klanten konden van achter een glazen wand de werking van de  energiecentrale observeren. Primtemps was in 1904 ook een van de eerste warenhuizen met een directe toegang tot de metro.
De bedrijfsvoering van Printemps zorgde voor een revolutie in de detailhandel. De artikelen kregen prijskaartjes met vaste prijzen en het afdingen op basis van het uiterlijk van de klant dat voorheen standaard was in het winkelen in de detailhandel werd geschuwd. Net als andere grote warenhuizen, gebruikte Printemps de schaalvoordelen om goederen van hoge kwaliteit te leveren tegen prijzen die de groeiende middenklasse zich kon veroorloven. 
Printemps was ook de pioniers van de uitverkoop om verouderde voorraden op te ruimen. Later gebruikte het paspoppen in de etalages om de laatste mode te tonen. Printemps stond ook bekend om zijn merkinnovaties, het uitdelen van boeketten met viooltjes op de eerste lentedag en het verdedigen van de nieuwe Art Nouveau-stijl, met zijn op de natuur geïnspireerde motieven.
In 1904 ging het bedrijf bijna ten onder en dit leidde tot het ontslag van Jules Jaluzot. Hij werd opgevolgd door Gustave Laguionie, die het jaar daarop de bouw van een tweede winkel aankondigde. Deze locatie, ontworpen door architect Rene Binet, werd vijf jaar later geopend en wordt gedomineerd door een glazen koepelhal van 42 meter hoog en een bekende art nouveau-trap (verwijderd in 1955).
In 1912 werd de eerste winkel buiten Parijs geopend in Deauville. Pierre Laguionie, de zoon van Gustave, nam de leiding van de winkel in 1920 over en herbouwde deze na een nieuwe grote brand in 1921. 
In 1931 richtte Printemps de discountketen Prisunic op. In 1970 waren er 23 Printemps-vestigingen en 13 Prisunic discountwinkels. De door de olieprijs gedreven Franse economische crisis van het begin van de jaren zeventig vormde een ernstige bedreiging voor het bedrijfsmodel van Printemps. Als reactie daarop werd het bedrijf omgevormd tot een naamloze vennootschap. De Zwitserse holding Maus Frères nam een controlerend belang in het bedrijf. 
Onder leiding van Jean-Jacques Delort wijzigde het bedrijf zijn strategie door het creëren van speciaalzaken en merken (zoals Armand Thierry-kleding) en diversificatie naar voedsel en post. In de jaren 80 ging het merk wereldwijd en opende winkels in Japan, Istanbul, Jeddah, Dubai, Singapore en Kuala Lumpur.
In 2019 besloot Printemps om een filiaal te openen in Qatar en de komende 10 jaar tussen de 5 en 10 filialen in het buitenland te openen. Het filiaal in Qatar was gepland om in 2021 te openen. Door de COVID-19-crisis is dit vertraagd. In september 2022 opent Printemps een vestiging in Doha in Qatar. Met een oppervlakte van 30.000 m² is het na de Parijse vestiging aan de Boulevard Hausmann, het grootste filiaal van de keten. Het warenhuis betrekt drie verdiepingen in een elliptisch gebouw, dat ontworpen is door Yabu Pushelberg, dat deel uitmaakt van het Doha Oasis Complex.
Op 20 maart 2025 opende Printemps de tweede buitenlandse vestiging in Manhattan, New York. Het filiaal telt 5.000 m² verdeeld over twee verdiepingen en is gevestigd in een art-decogebouw van een voormalige Amerikaanse bank.

## Recente jaren

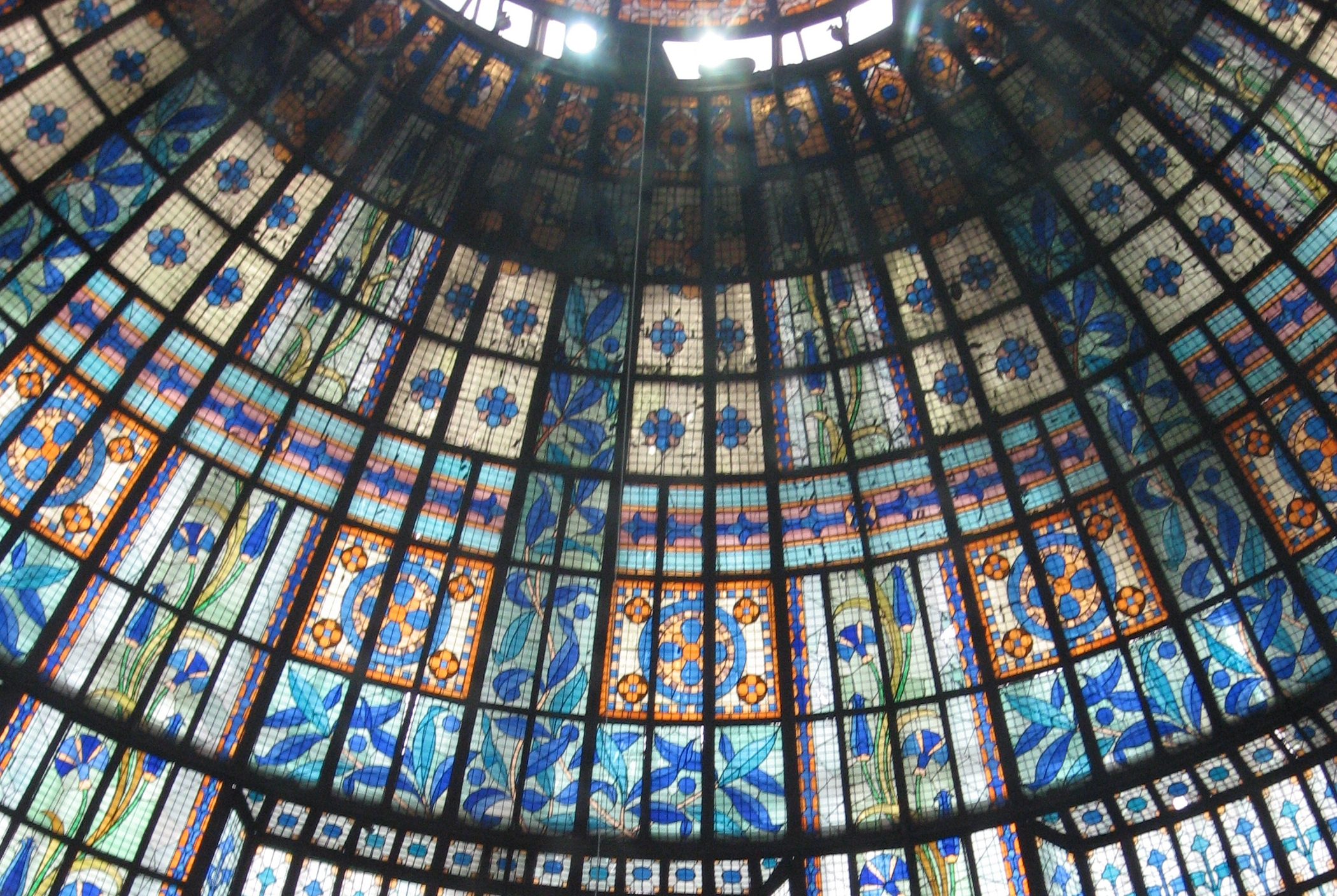
Een deel van de koepel boven de tearoom van de winkel Boulevard Haussmann Printemps

De vlaggenschipwinkel van Printemps bevindt zich aan de Boulevard Haussmann in het 9e arrondissement van Parijs, waar ook het concurrerende warenhuis Galeries Lafayette ligt. In Parijs heeft Printemps diverse filialen evenals in de rest van Frankrijk. Buiten Frankrijk heeft het bedrijf vestigingen geopend in onder meer het winkelgebied Ginza in Tokio, Jeddah, Saoedi-Arabië en Shanghai.
De in de jaren 1980 geopende franchisefilialen in Seoel, Kuala Lumpur en Singapore en in Taipei (geopend in 1983) zijn allemaal weer gesloten, evenals de enige Noord-Amerikaanse vestiging in Denver, Colorado, die in 1987 was geopend. 
Op 15 januari 2014 opende Printemps zijn eerste nieuwe winkel in 32 jaar in het winkelcentrum Carrousel du Louvre in Parijs.
Na het uitbreken van de covid-19-pandemie werden in 2021 4 van de 19 Printemps-winkels in Frankrijk gesloten. Na de sluitingen heeft de keten 17 eigen winkels hebben in Frankrijk en 3 franchisevestigingen 

## Filialen

### Filialen in Frankrijk
- Parijs Haussmann (1865);
- Regio Parijs - C.c. Parly 2 (1969);
- Regio Parijs - C.c. Vélizy 2 (1972);
- Marseille - winkelcentrum C.c. Valentine (1982) ;
- Marseille - winkelcentrum C.c. Les Terrasses du Port (2014);
- Brest (1984, franchisefililaal van de Rallye-groep);
- Caen (1988, franchisefiliaal, voormalig Bon Marché);
- Winkelcentrum C.c. Cagnes-sur-Mer Polygone Riviera (2015);
- Deauville (1912);
- Winkelcentrum C.c. La Valette du Var Grand Var (1978);
- Le Havre (1928, franchisefiliaal La Boule d'Or - Toscano Conseil);
- Lyon (1938, voormalig Aux Deux Passages);
- Tours (1984, franchisefiliaal van de groep Bordet)

#### Lille
In Lille heeft Printemps een vestiging aan de Rue Nationale. In 1896 werd de Galeries Lilloises naar een ontwerp van de architect Albert Baert. In 1929 maakte dit plaats voor "Printemps de Paris", het derde filiaal van het Parijse warenhuis. In de acht van 30 op 31 mei 1942 werd het warenhuis tijdens een brand verwoest. In 1949 werd op de begane grond een tijdelijke winkel geopend, die in 1962, na één jaar bouwtijd, werd vervangen door een nieuwbouw. In 1990 werd de begane grond volledig gerenoveerd. In 2007 vond er een renovatie plaats van het op één na grootste filiaal qua verkoopoppervlakte. De winkel heeft een winkeloppervlak van 13.130 m² verdeeld over 4 verdiepingen. Het warenhuis heeft een aangrenzende parkeergarage met 285 plaatsen. 

#### Miramas
Op 20 november 2017 werd de eerste outletwinkel van Printemps geopend in het Zuid-Franse Miramas. De winkel van 600 m² is gelegen in het McArthurGlen Designer Outlet Provence. De Provençaalse buitengevels van het McArthurGlen Center contrasteren met het interieur van de winkel dat bestaat uit gepolijst beton met verplaatsbare metalen rekken die een loftgevoel moeten creëren. In de winkel worden onverkochte artikelen uit het vorige seizoen verkocht.    

#### Nancy
In januari 1916 verwoestte een brand het oorspronkelijke pand van de Magasins Réunis aan de Avenue Foch 2 in het centrum van Nancy. Het pand werd vervangen door een nieuw gebouw naar een ontwerp van Pierre Le Bourgeois in opdracht van Eugène Corbin. Dit pand dat geïnspireerd was op de Parijse warenhuizen werd gerealiseerd tussen 19216 en 1928. Het pand had vier verdiepingen met een gewapend betonnen frame met atria voorzien van daglicht. Op de bovenste verdieping waren een theesalon en een restaurant gevestigd. In 1990 vond een grote verbouwing plaats van de winkel, waarbij een groot deel van de door Jean Prouvé ontworpen balustrades verdween. Sinds 1983 presenteert het warenhuis zich onder de naam Printemps met een oppervlakte van 6.055 m² verdeeld over twee verdiepingen. Het warenhuis werd in 2008 gerenoveerd en in 2015 werd ook de voorgevel van het gebouw opgeknapt, waardoor de oorspronkelijke pracht en praal werd hersteld.

#### Rennes
Op 27 april 1971 werd dit filiaal geopend als een hyperstore van 8.000 m² onder de naam Primevére in het winkelcentrum Centre commercial Alma in de Bretonse stad Rennes. Het filiaal met een oppervlakte van 6.100 m² op één verdieping, werd in 2013 gerenoveerd, waarbij de lichte en grafische uitstraling werden toegepast. De renovatie duurde 18 maanden en kostte € 5,5 miljoen.

#### Rouen
De Printemps-vestiging in Rouen was de derde Printemps-winkel buiten Parijs en werd op 15 oktober 1928 geopend als À la Providence. Het gebouw met de naam Printania werd in 1944 verwoest bij bombardementen. In 1954 werd het herbouwd en in 1981 uitgebreid met een gebouw dat de naam Maillet du Boulay draagt. Het oorspronkelijke pand hads een extra verdieping, die echter in 1980 werd verwijderd bij werkzaamheden aan de Saint-Herblandtunnel, om zo gewicht te besparen bij de bouw van de tunnel. Sommige delen van het de gebouwen zijn niet verlaagd, waardoor het op sommige plaatssen nog zichtbaar is. De winkel aan de Rue du Gros-Horloge in het centrum is in 2002 vergroot van 6.050 m² naar 6.500 m². In 2010 werd de vestiging gerenoveerd. Begin 2025 heeft het warenhuis een oppervlakte van 6.800 m² verdeeld over drie verdiepingen. 

#### Parijs - Carrousel du Louvre (gesloten)
In 2014 opende Printemps een vestiging in het Westfield-winkelcentrum Carrousel du Louvre in Parijs met een oppervlakte van 3.000 m². Het interieur van het warenhuis van twee verdiepingen is ontworpen door Antonio Citterio. Het filiaal richtte zich op accessoires, sieraden en cadeau-artikelen. In 2023 werd het filiaal gesloten.

#### Parijs - Nation
In 1964 werd de vestiging Paris Nation geopend aan de Cours de Vincennes 21-25 in Parijs. Het warenhuis met een totale oppervlakte van 30.000 m² verdeeld over 6 verdiepingen was het begin van de ontwikkeling van de warenhuizen in de voorsteden. Bij de opening had het warenhuis een voedselafdeling van 2.000 m² geëxploiteerd door Inno. In 2017 werd het warenhuis in 21 maanden voor een bedrag van € 20 miljoen volledig gerenoveerd, waarna het tevens onderdak biedt aan Citadium, Uniqlo en Maisons du Monde. Met deze renovatie hoopte men nieuwe klanten te trekken en de winstgevendheid per m² met 25 % te verhogen. Anno 2024 had het warenhuis een winkeloppervlak van 10.000 m², verdeeld over 7 verdiepingen. De winkel heeft een eigen parkeergarage met 82 plaatsen verdeeld over 2 verdiepingen.

### Filialen buiten Frankrijk
- Antananarivo, Madagascar (gesloten)
- Bangkok, Thailand (gesloten)
- Cascais, Portugal (gesloten)
- Denver, Verenigde Staten (gesloten). Geopend in 1987.
- Ishikawa, Japan  (gesloten)
- Istanboel, Turkije (gesloten)
- Jeddah, Saoedi-Arabië (gesloten). Geopend in 1984.
- Kanazawakkei, Japan (gesloten)
- Kobe 1, Japan (gesloten)
- Kobe 2, Japan (gesloten)
- Kuala Lumpur, Maleisië (gesloten)
- Koshien, Japan (gesloten)
- Osaka, Japan (gesloten)
- Petaling Jaya, Maleisië (gesloten)
- Sapporo, Japan (gesloten)
- Seoel, Zuid-Korea (gesloten). Geopend in 1988.
- Sjanghai, China (gesloten). Geopend in 1985.
- Singapore (gesloten)
- Taipei, Taiwan (gesloten)
- Tokio, Japan  (gesloten)
- New York, Verenigde Staten

## Eigendom
Printemps en zijn dochterondernemingen werden in 1991 overgenomen door François Pinault en fuseerden met een andere holding tot Pinault-Printemps-Redoute (PPR, omgedoopt tot Kering in 2013). In 1997 werd een volledige renovatie van de flagshipstore voltooid. In 2006 verkocht PPR Printemps aan de Italiaanse Borletti Group (met equity partner Deutsche Bank), die grote investeringen deed om de winkels te vernieuwen.
Op 31 juli 2013 kondigde Divine Investments SA (DiSA), een door Qatar gecontroleerd investeringsfonds, aan Printemps te hebben gekocht. Op 4 augustus 2013 verzochten Franse vakbonden het parket van Parijs om een vooronderzoek te openen naar de verkoop, naar aanleiding van een klacht van werknemersvertegenwoordiging. Op 8 augustus 2013 wees een Franse rechtbank het verzoek om de verkoop stop te zetten af. Een verdrag uit 2008 stelt Qatarese investeerders vrij van belastingen op de winst die ze maken wanneer ze onroerend goed in Frankrijk verkopen.